# تاریخچه سم

نشانک تصویری جهانی برای شناسایی مواد یا محلول‌های سمی

تاریخچه سم (انگلیسی: History of poison) از حدود ۴۵۰۰ سال پیش از میلاد تا به امروز ادامه دارد. استفاده از سموم، در بسیاری از اهداف زندگی بشر از جمله به عنوان جنگ‌افزار، ضدسم و همچنین دارو، مرسوم بوده‌است. سم، در عین حال، امکان پیشرفت و تحقیق در بسیاری از رشته‌ها و شاخه‌ها همانند سم‌شناسی و فناوری‌های مرتبط را فراهم می‌نماید.
سم در دوران باستان کشف گردید و توسط قبایل و تمدن‌های باستانی به عنوان یک ابزار شکار، در جهت تسریع در شکار نمودن و حصول اطمینان از مرگ شکار یا دشمنان مورد استفادهٔ بسیار قرار می‌گرفت. استفاده از سم پیشرفت بسیاری یافت و بسیاری از مردمان باستان، سلاح‌هایی طراحی کردند که به‌طور خاص برای افزایش عملکرد و تأثیر سم ساخته شده بودند. بعدها و در طول تاریخ به ویژه در دوران امپراتوری روم، یکی از کاربردهای شایع‌تر، استفاده از سم برای ترور بود. از ۳۳۱ قبل از میلاد، اداره کردن و اجرا نمودن مسمومیت‌هایی به واسطهٔ غذاها و نوشیدنی‌هایی در هنگام پذیرایی گزارش شده‌است و این عمل یک رخداد معمول بود. استفاده از مواد کشنده در همهٔ طبقات اجتماعی مشاهده شده. اشراف نیز، اغلب از سموم، برای از میان برداشتن مخالفان سیاسی یا اقتصادی ناخواسته استفاده می‌نمودند.
در دوران اروپای قرون وسطی، استفاده از سم، تبدیل به یکی از محبوبترین عوامل کشتار گردید. البته درمان‌هایی نیز برای اغلب سم‌های شناخته شده فراهم گردید. فروشگاه‌های معروف به عطار داروفروش، امکان ابتیاع انواع داروهای مختلف برای عموم را فراهم می‌نمودند و دسترسی به مواد اصلی به‌طور سنتی برای اهداف درمانی مورد استفاده قرار می‌گرفت. در همان زمان، در خاورمیانه، اعراب، یک گونه از آرسنیک را به وجود آوردند که بدون بو و شفاف بود و به همین دلایل شناسایی سم را بسیار دشوار می‌نمود. این اپیدمی سمی در این زمان نیز در بخش‌های مختلف آسیا شایع بود. در طول قرن‌ها، انواع استفاده‌های مضر از سم‌ها افزایش یافته‌است. ابزاری نیز به موازات و برای درمان این سموم فراهم گردید. در دنیای مدرن، مسمویت عمدی به کمک سم کمتر از دوران قرون وسطی است. در عوض، نگرانی رایج‌تر، موضوع خطر مسمویت اتفاقی از مواد و محصولات روزمره می‌باشد. استفاده‌های سازنده برای سموم در جهان امروز به میزان قابل توجهی افزایش یافته. در حال حاضر از سموم به عنوان آفت‌کش، ضدعفونی کننده و محلول‌های گندزدا و مواد نگهدارند استفاده می‌گردد. با این وجود، سم همچنان به عنوان یک ابزار شکار در برخی کشورهای آفریقا، آمریکای جنوبی و آسیا استفاده می‌گردد.

## ریشه‌های سم
یافته‌های باستان‌شناسی، موید این می‌باشد که در حالی که انسان‌های باستانی در دوران فرگشت یا تکامل، برای نبرد و شکار، از سلاح‌های متعارف آن زمان استفاده می‌نمودند، در عین حال به دنبال وسیله‌ای موثرتر و مخرب‌تر برای مرگ بودند و این همان چیزی است که باعث رهنمود شدن آنان و دست‌یابی به سم گردید. شیارها و خان‌هایی در سلاح‌های باستانی کشف گردیده که بیانگر استفاده از آنها برای ذخیره یا نگهداشتن سمومی همانند توبوکورارین کلوراید بوده‌است. این یافته در عین حال ثابت نمود که انسان‌های اولیه سموم متفاوت و دارای قدرت متناوبی را کشف کرده و در سلاح خود به کار برده‌اند. برخی بر این باور هستند که استفاده از اینگونه مواد ناشناخته غریب در میان اعضای مهم‌تر و بزرگان قبیله یا طایفه مخفی نگه داشته می‌گردید و از آن به عنوان نشانه‌های قدرت بیشتر ایشان یاد می‌گردید که بعضاً باعث پدید آمدن واژه‌هایی کلیشه‌ای همچون، مرد درمانگر یا جادو درمانگر گردید.

## نگارخانه

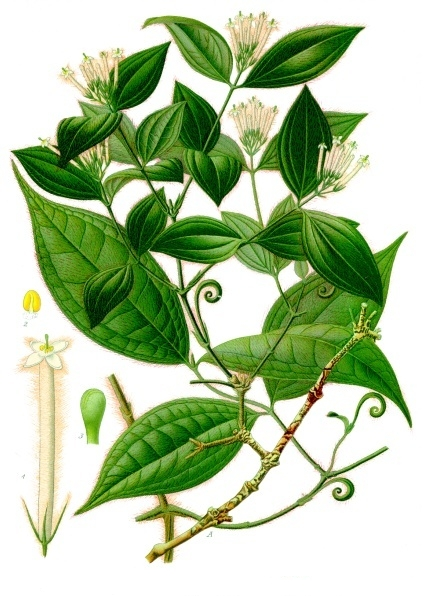
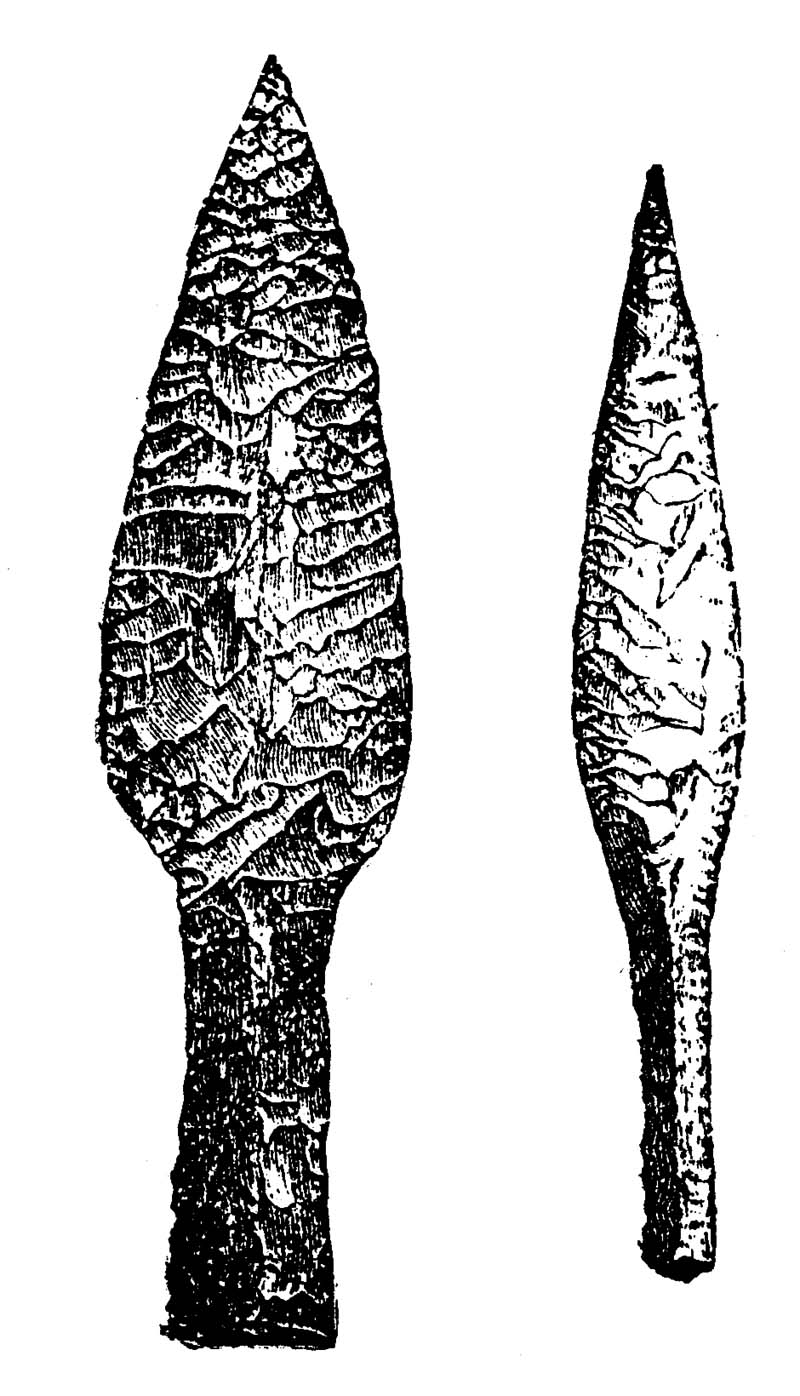
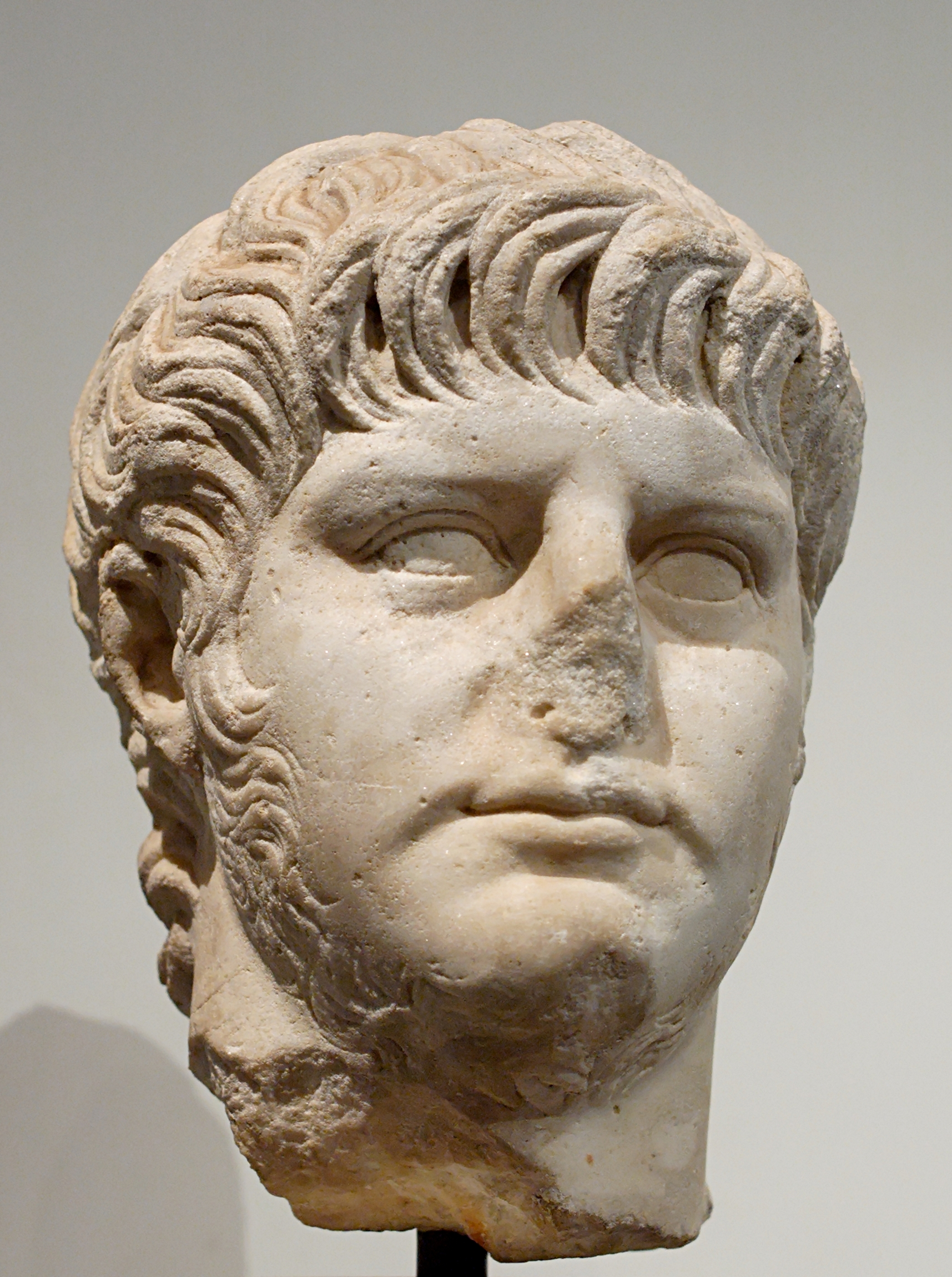
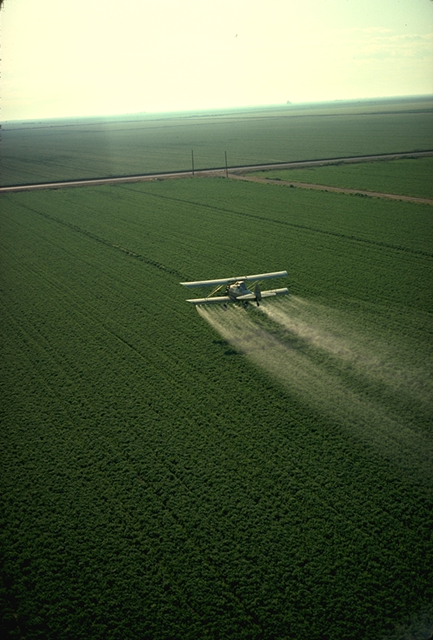